# Nông nghiệp Canada

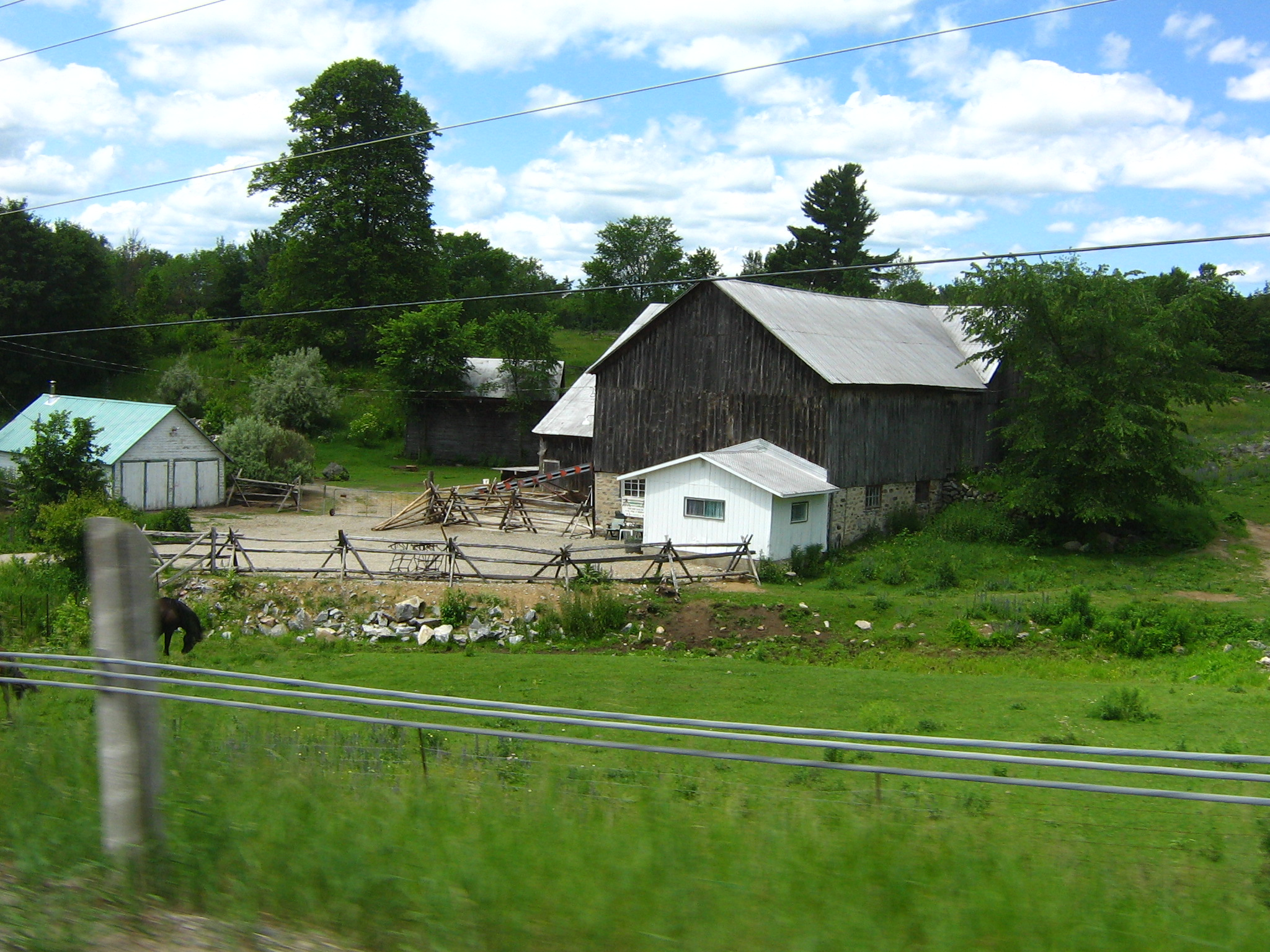

Vào thế kỷ 17,Samuel de Champlain và Gabriel Sagard đã ghi nhận rằng người Iroquois và Huron đã trồng ngô hoặc "bắp Ấn Độ". Ngô(Zea mays), khoai tây (Solanum tuberosum), đậu (phaseolus), bí (Cucurbita) và hướng dương (Helianthus annus) được trồng khắp các khu vực nông nghiệp Bắc Mỹ vào thế kỷ 16. Khoảng năm 2300 trước Công Nguyên có những bằng chứng về bí được trồng ở những vùng đất rừng đông bắc. Các di tích khảo cổ từ năm 500 sau Công Nguyên đã cho thấy ngô được trồng ở miền Nam Ontario.